# Eliphas Levi
 Der er for få eller ingen kildehenvisninger i denne artikel, hvilket er et problem. Du kan hjælpe ved at angive troværdige kilder til de påstande, som fremføres i artiklen.

Eliphas Levi, var pseudonymet for Alphonse Louis Constant, (født 8. februar 1810 i Paris, død 31. maj 1875 smst.), en fransk okkultist, forfatter og magiker.

## Liv og virke
Constant var søn af en skomager i Paris. Han påbegyndte studiet til præst i den romersk-kirke ved præsteseminariet i St. Sulpice. Ved præsteseminariet stiftede han for første gang bekendtskab med læren om den dyriske magnetisme, som skolens rektor påstod blev styret af Djævelen. Denne påstand gav næring til Constants interesse i magi og okkultisme. 
Constant blev ekskommunikeret af kirken på grund af sine venstreorienterede politiske synspunkter, og fordi han ikke overholdt sine kyskhedsløfter. Constant ernærede sig som journalist. Han skrev en række mindre tekster om religion og politiske frihedsprincipper, hvilket blandt andet medførte et par korte fængselsdomme. 
I 1846 mødte den 36-årige Constant den 17-årige Noemia Cadot, som han giftede sig med. Sammen fik de et barn, som dog ikke overlevede sin barndom. Efter de mistede barnet, faldt ægteskabet langsomt fra hinanden, og de blev separeret i 1853 og endeligt skilt i 1865. Constant ernærerede sig forsat som journalist og foredragsholder omkring okkulte emner. Han tog pennenavnet Eliphas Levi (Eliphas Levi Zahed), som han nåede frem til ved at oversætte sit navn til hebraisk.
I 1854 besøgte Levi England, hvor han mødte forfatteren og rosenkreutzeren Edward Bulwer-Lytton. Det var angiveligt Edward Bulwer-Lytton, der inspirerede Levi til at skrive sit storværk Dogme et Rituel de la Haute Magie ("Den Højere Magis Dogme og Ritual") der udkom i 1855. 
I 1861 publicerede han en efterfølger, La Clef des Grands Mystères ("Nøglen til de Store Mysterier"). Yderligere af Levis bøger indbefatter Fables et Symboles ("Historier og Symboler") fra 1862, La Science des Esprits ("Videnskaben om Ånderne") fra 1865, Le Grand Arcane, ou l'Occultisme Dévoilé ("Den Store Hemmelighed, eller Okkultismen Afsløret"), der imidlertid først udkom posthumt i 1898. 
Eliphas Levis præsentation af okkultisme og magi fik stor indflydelse på okkultismen i årene efter hans død. Levi var således en af de tidlige, okkulte forfattere, der lavede en forbindelse mellem tarotkort og Kabbalah, og hans bøger var en stor inspirationskilde for okkultister som Arthur Edward Waite, Samuel Liddell MacGregor Mathers og Aleister Crowley. Den omfattende brug af og forklaring om symboler som pentagrammet har påvirket hele den vestlige magiske tradition, men også Levis definition af viljen som en helt fundamental præmis for succes i livet og hans redegørelse for det astrale lys, en slags kosmisk energi der gennemtrænger alt og kan tage forskellige former, har spillet en afgørende rolle i forståelsen af den moderne, vestlige magi. 